# Jonna Grønver
Jonna Grønver (født 13. september 1946) var Borgmester i Ry Kommune i perioden 2001-2007. Hun er medlem af Venstre.
Hun har tidligere begået sig som visesanger, radiomedarbejder, folkeskolelærer og medlem af folketinget.